# Hotteok
L'hotteok (호떡?, 胡䭏?) è un pancake caldo di farina di riso glutinoso (o, talvolta, farina di frumento) ripieno di zucchero, consumato come snack in Corea. Venduto per strada e nei mercati, viene apprezzato principalmente in inverno.

## Preparazione

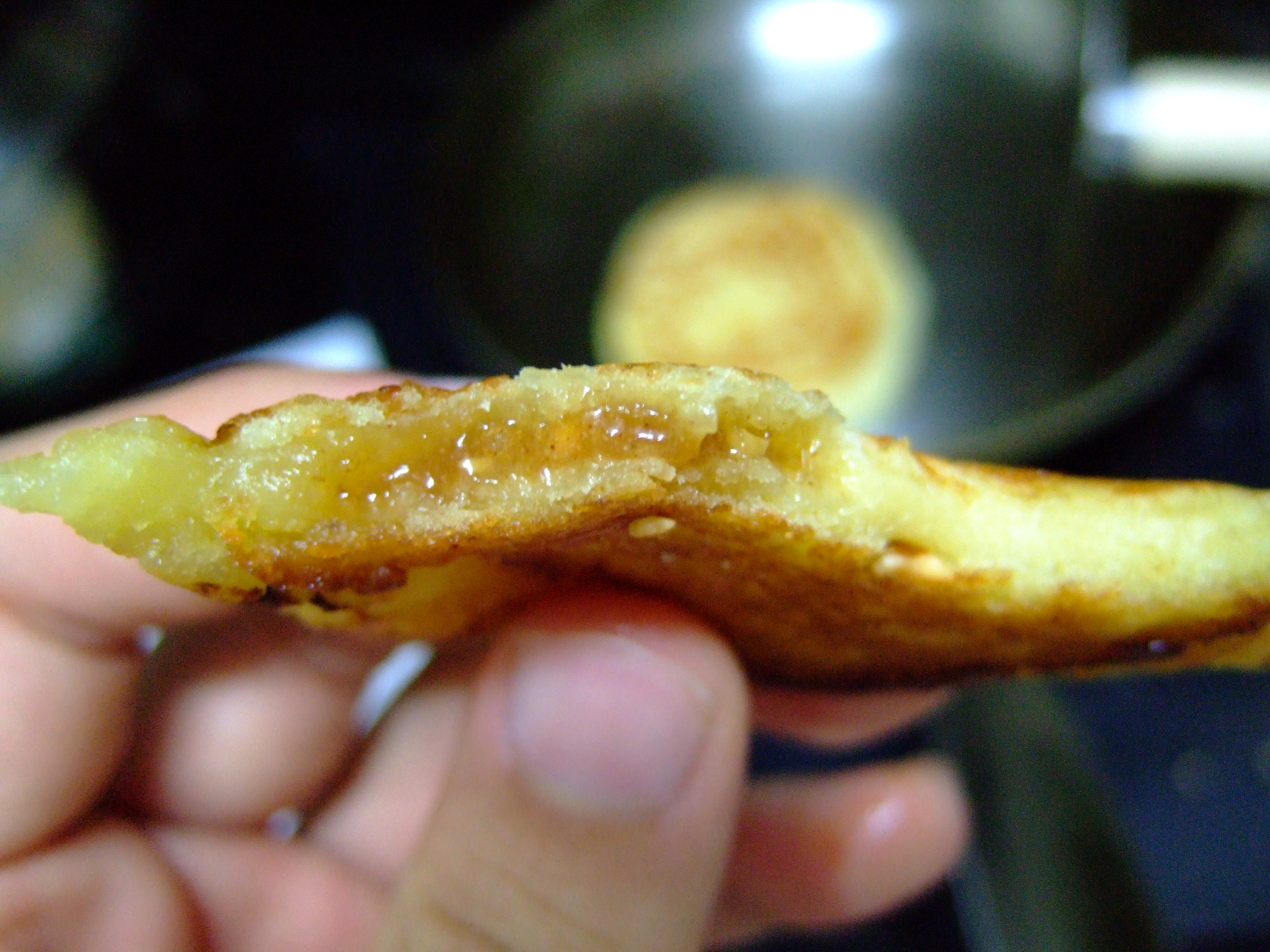
Sezione di un hotteok.

L'hotteok è un pancake di colore chiaro dalla forma circolare e un ripieno zuccherino, tipicamente consumato in inverno. La pasta si ottiene mescolando farina di riso glutinoso o di frumento, acqua, latte, uova, zucchero e lievito. Dopo alcune ore di lievitazione, viene suddivisa in palline non più grandi di un pugno. Queste vengono solitamente farcite con zucchero di canna aromatizzato alla cannella. Per evitare che lo zucchero di canna coli, si amalgama con del miele, della farina oppure con frutta secca, quali noci o arachidi, che ne aumentano la viscosità. La pallina ripiena viene quindi sistemata su una piastra unta e schiacciata durante la cottura fino a diventare larga e piatta.

## Varianti

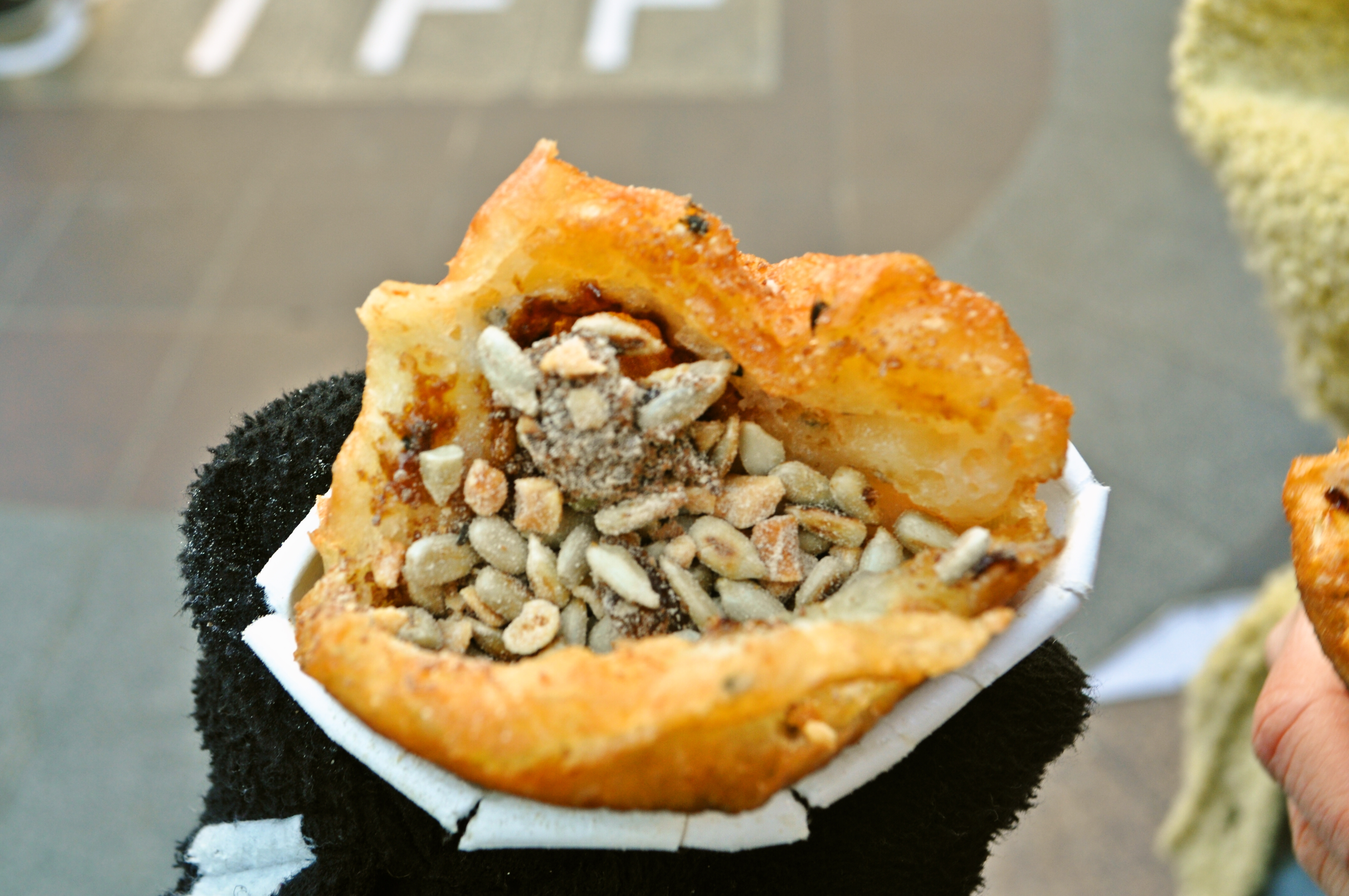
Hotteok con semi.

Gli hotteok più frequentemente venduti sono quelli ai semi o quelli al miele, ma in epoca moderna ne sono stati creati di altri tipi, come gli hotteok di injeolmi o gli hotteok al cioccolato. Sebbene l'impasto sia solitamente bianco, può assumere un colore verde se preparato con il tè verde polverizzato, in quel caso si ottiene il nokcha hotteok (녹차호떡?; lett. "hotteok al tè verde"). Esistono anche gli hotteok salati al gusto di pizza.
Una variante cotta sulla fiamma invece che fritta è stata ribattezzata bubble hotteok.

## Storia
L'hotteok deriva dal tang bing ("pancake dolce") cinese, e si ritiene che sia stato introdotto per la prima volta in Corea alla fine del XIX secolo, quando i mercanti della dinastia Qing, giunti in gruppo in concomitanza dell'incidente dell'anno Imo, non tornarono in madrepatria, bensì aprirono dei ristoranti in Corea e cominciarono a vendere cibo per guadagnarsi da vivere: uno tra questi cibi era il tang bing, chiamato dai coreani hotteok ("dolce di riso barbaro"). Negli anni Venti, durante il dominio giapponese, prese il nome di shina pan, "pane cinese".

## Nella cultura popolare
"La bancarella degli hotteok sta bruciando" (호떡집 불났다?, Hotteokjip bulnatdaLR) è un detto coreano usato quando c'è molto rumore, idealmente causato dai mercanti cinesi che litigano tra loro sulla causa dell'incendio scoppiato in una delle loro bancarelle.